# Saint-Germier (Tarn)
Saint-Germier é uma comuna francesa na região administrativa da Occitânia, no departamento de Tarn. Estende-se por uma área de 4.16 km², e possui 153 habitantes, segundo o censo de 2018, com uma densidade de 37 hab/km².